# 僕らのセックス、隣の愛人
『僕らのセックス、隣の愛人』（Your Friends & Neighbors）は、1998年に製作されたアメリカ映画。ニール・ラビュート監督。
映画批評集積サイトのRotten Tomatoes（ロッテン・トマト）にて、一番始めに投稿された映画作品である。

## キャスト
- メリー：エイミー・ブレネマン
- ケリー：ジェイソン・パトリック
- チェリ：ナスターシャ・キンスキー
- ジェリー：ベン・スティラー
- テリー：キャサリン・キーナー
- バリー：アーロン・エッカート